# Annickia
Genre
Annickia Setten & Maas est un genre de plantes à fleurs de la famille des Annonaceae originaire d'Afrique continentale.

## Liste d'espèces
Selon Catalogue of Life (12 janvier 2018) :
- Annickia affinis (Exell) Versteegh & Sosef
- Annickia ambigua (Robyns & Ghesq.) Setten & Maas
- Annickia chlorantha (Oliv.) Setten & Maas
- Annickia kummerae (Engl. & Diels) Setten & Maas
- Annickia lebrunii (Robyns & Ghesq.) Setten & Maas
- Annickia letestui (Le Thomas) Setten & Maas
- Annickia pilosa (Exell) Setten & Maas
- Annickia polycarpa (DC.) Setten & Maas

Selon GRIN (12 janvier 2018) :
- Annickia affinis (Exell) Versteegh & Sosef
- Annickia chlorantha (Oliv.) Setten & Maas
- Annickia polycarpa (DC.) Setten & Maas

Selon NCBI (12 janvier 2018) :
- Annickia ambigua
- Annickia chlorantha
- Annickia kummeriae
- Annickia letestui
- Annickia pilosa
- Annickia polycarpa

Selon The Plant List (12 janvier 2018) :
- Annickia affinis (Exell) Versteegh & Sosef
- Annickia ambigua (Robyns & Ghesq.) Setten & Maas
- Annickia atrocyanescens (Robyns & Ghesq.) Setten & Maas
- Annickia chlorantha (Oliv.) Setten & Maas
- Annickia kummeriae (Engl. & Diels) Setten & Maas
- Annickia kwiluensis (Robyns & Ghesq.) Setten & Maas
- Annickia letestui (Le Thomas) Setten & Maas
- Annickia lebrunii (Robyns & Ghesq.) Setten & Maas
- Annickia olivacea (Robyns & Ghesq.) Setten & Maas
- Annickia pilosa (Exell) Setten & Maas
- Annickia polycarpa (DC.) Setten & Maas ex I.M.Turner

Selon Tropicos (12 janvier 2018) (Attention liste brute contenant possiblement des synonymes) :
- Annickia affinis (Exell) Versteegh & Sosef
- Annickia ambigua (Robyns & Ghesq.) Setten & Maas
- Annickia atrocyanescens (Robyns & Ghesq.) Setten & Maas
- Annickia chlorantha (Oliv.) Setten & Maas
- Annickia kummerae (Engl. & Diels) Setten & Maas
- Annickia kummeriae Setten & Maas
- Annickia kwiluensis (Robyns & Ghesq.) Setten & Maas
- Annickia lebrunii (Robyns & Ghesq.) Setten & Maas
- Annickia letestui (Le Thomas) Setten & Maas
- Annickia olivacea (Robyns & Ghesq.) Setten & Maas
- Annickia pilosa (Exell) Setten & Maas
- Annickia polycarpa (DC.) Setten & Maas